# Queen Elizabeth Hospital
El Queen Elizabeth Hospital se encuentra en Bridgetown (Barbados) y es el principal hospital general de la parte sur de la isla.
El hospital realiza la mayoría de las cirugías locales y la atención especializada incluye las áreas de ginecología, pediatría, obstetricia, cirugía cardíaca, cirugía plástica, la psicoterapia, la radiología, y la oftalmología. El hospital presume de tener también una serie de salas de operaciones.
Se trata de un complejo de 600 camas situado en la parte oriental de Bridgetown, que se puede encontrar a lo largo de la costa sureste del canal Careenage.